# Lunca Bradului
Lunca Bradului là một xã thuộc hạt Mureș, România. Dân số thời điểm năm 2002 là 2157 người.